# سكوت ليفي

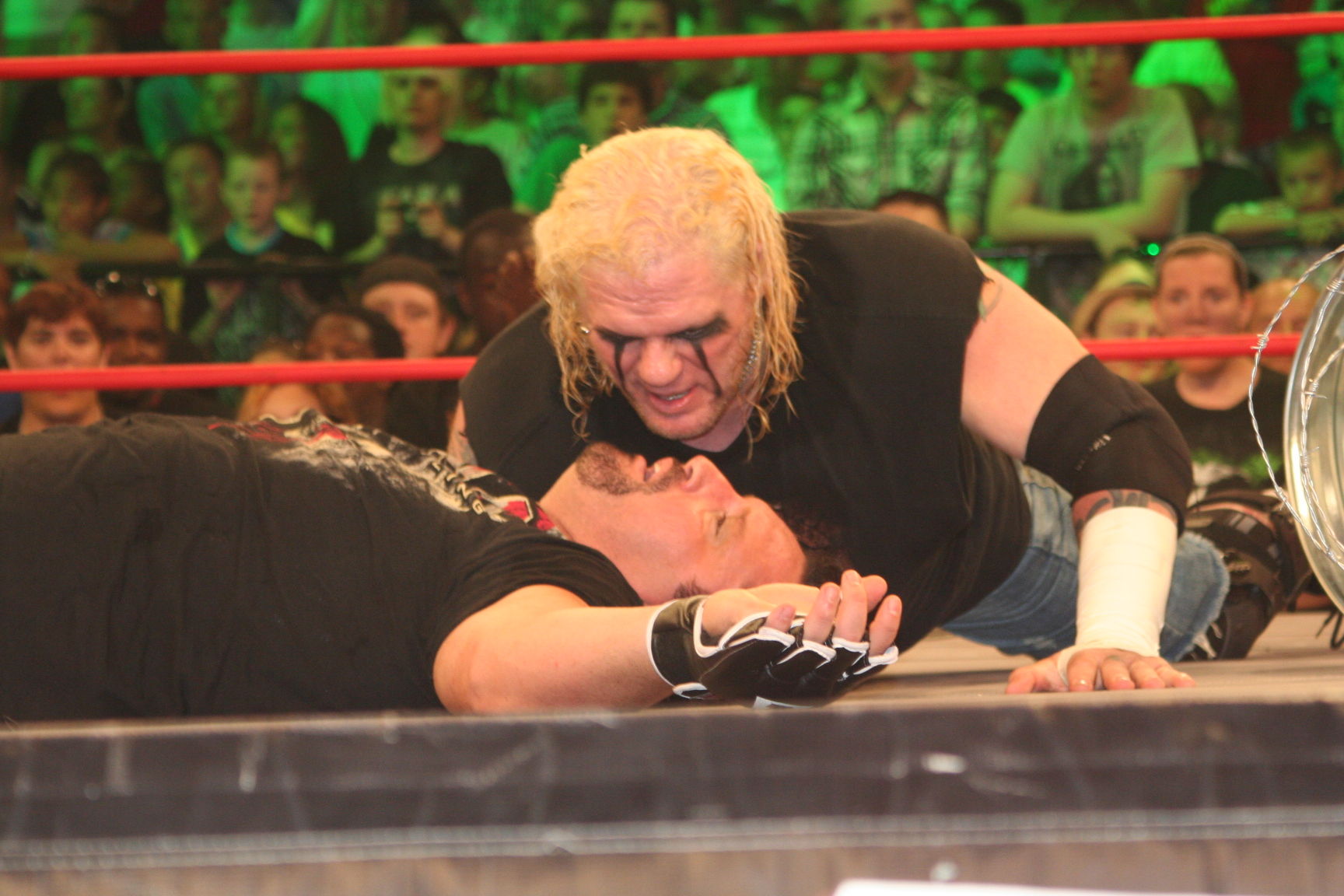
سكوت ليفي

سكوت ليفي ويلقب ريفين (بالإنجليزية: Raven)‏ ، من مواليد 8 سبتمبر 1964 ، وهو مصارع يهودي أمريكي وممثل سينمائي، شارك في البطولات العالمية للمصارعة الحرة كل من دبليو دبليو إي ودبليو سي دبليو و تي إن آيه.

## وصلات خارجية
- سكوت ليفي على موقع دبليو دبليو إي (الإنجليزية)
- سكوت ليفي على موقع WrestlingData.com (الإنجليزية)
- سكوت ليفي على موقع CageMatch worker (الإنجليزية)
- سكوت ليفي على موقع قاعدة بيانات المصارعة على الإنترنت (الإنجليزية)
- سكوت ليفي على موقع عالم المصارعة على الإنترنت (الإنجليزية)
- سكوت ليفي على موقع عالم المصارعة على الإنترنت (الإنجليزية)

- الموقع الرسمي
- صفحة Raven على دبليو دبليو إي.كوم
- سكوت ليفي على موقع IMDb (الإنجليزية)
- سكوت ليفي على موقع ألو سيني (الفرنسية)
- سكوت ليفي على موقع قاعدة بيانات الفيلم (الإنجليزية)